# Grand Prix-wegrace van Japan 1965
De Grand Prix-wegrace van Japan 1965 was de dertiende en laatste race van het wereldkampioenschap wegrace-seizoen 1965. De races werden verreden op 23 en 24 oktober op de Suzuka International Racing Course, 50 kilometer ten zuidwesten van Nagoya. Aan de start kwamen de 50cc-, 125cc-, 250cc- en 350cc-klasse. De 125cc- en 350cc-klasse reden op zaterdag 23 oktober, de overige klassen op zondag 24 oktober. De wereldtitels in de 125cc- en 250cc-klasse waren al beslist, de wereldtitels in de 50cc- en 350cc-klasse werden hier beslist. 

## Algemeen
Tijdens de trainingen brak Mike Duff een been. Daarom werd Bill Ivy gebeld om over te komen uit Engeland. Ivy moest inderhaast een vlucht boeken en gevaccineerd worden. Zoals gebruikelijk lieten de Japanse merken zich in de laatste GP in de kaarten kijken voor wat betreft de nieuwe machines voor het volgend seizoen. Yamaha had dat zelfs al in Monza gedaan door met de 250cc-viercilinder Yamaha RD 05 te starten. In Japan verscheen de 125cc-vijfcilinder Honda RC 148.

### Stand van zaken voor aanvang van de Japanse Grand Prix
Twee wereldtitels waren nog open en bovendien erg spannend: zowel in de 50cc- als in de 350cc-klasse gingen twee coureurs met 32 punten aan de leiding: in de 50cc-klasse Suzuki-rijder Hugh Anderson en Honda-rijder Ralph Bryans en in de 350cc-klasse MV Agusta-rijder Giacomo Agostini en Honda-rijder Jim Redman. Door de streepresultaten was de stand echter niet helemaal gelijk: Anderson kon door te winnen slechts twee punten verdienen, elk ander resultaat leverde hem niets op. Ralph Bryans daarentegen had aan de derde plaats al genoeg om wereldkampioen te worden, zelfs als Anderson zou winnen. Ook in de 350cc-klasse was de stand niet echt gelijk: Als Agostini zou winnen had Redman aan de tweede plaats voldoende om wereldkampioen te worden omdat Agostini vier punten moest wegstrepen. 

### Streepresultaten
In de 50cc-klasse had Hugh Anderson 37 punten, maar hij moest er daarvan vijf wegstrepen (4 van de Duitse GP en 1 van de Franse GP). Als hij eerste of tweede zou worden, moest hij nog zes punten aftrekken (in het voorbeeld de punten van de GP van de USA). Hij kon maximaal 34 punten scoren. Ralph Bryans moest alleen punten aftrekken als hij in Japan als vijfde of hoger zou eindigen. Dan verdwenen de twee punten van de Belgische GP. Hij kon maximaal op 36 punten komen, maar daarvoor was de derde plaats al voldoende.
In de 350cc-klasse hadden Agostini en Redman allebei 32 punten, maar bij winst moest Agostini de vier punten van de TT van Man wegstrepen. Hij kon dus maximaal op 36 punten komen. Redman had al vier "0"-resultaten en alle punten zouden tellen. Hij zou zelfs wereldkampioen worden met de zes punten van de tweede plaats. 
| 50 cc    | Punten  | USA | DUI | SPA | FRA | MAN | NED | BEL |
| -------- | ------- | --- | --- | --- | --- | --- | --- | --- |
| Anderson | 32 (37) | 6   | 4   | 8   | 1   | 6   | 6   | 6   |
| Bryans   | 32      | 0   | 8   | 6   | 8   | 0   | 8   | 2   |

| 350 cc   | Punten | DUI | MAN | NED | DDR | TSJ | ULS | FIN | NAT |
| -------- | ------ | --- | --- | --- | --- | --- | --- | --- | --- |
| Redman   | 32     | 0   | 8   | 8   | 8   | 8   | 0   | 0   | 0   |
| Agostini | 32     | 8   | 4   | 4   | 0   | 0   | 0   | 8   | 8   |

Rood = streepresutaat
Geel = extra streepresultaat na de GP

### Mike Hailwood
Mike Hailwood kreeg een enorm aantal aanbiedingen voor het seizoen 1966, waaronder dat van Honda. Hij was ontevreden over het aantal races dat hij van MV Agusta kreeg. Vooral aan de Britse nationale races en de Ulster Grand Prix had hij graag willen deelnemen, maar toen hij eenmaal wereldkampioen was stuurde Domenico Agusta hem alleen nog naar de GP des Nations. Honda wilde hem in Japan al in de 250cc-race laten starten, maar twee contracten stonden dat in de weg: als eerste dat met MV Agusta en als tweede het persoonlijke contract van Hailwood met BP, terwijl Honda een contract had met Castrol. Het eerste probleem werd opgelost door de Motorcycle Federation of Japan zover te krijgen de Grand Prix over twee dagen uit te smeren. Hailwood's contract eindigde namelijk na de laatste 350cc-Grand Prix, die nu op zaterdag 23 oktober werd verreden. Het tweede probleem werd opgelost door Hailwood als privérijder in te schrijven. 

## 350cc-klasse
Mike Hailwood had in de 350cc-race maar een taak: Jim Redman van de tweede plaats af houden. Dan moest Giacomo Agostini wel winnen, maar Ago's MV Agusta 350 3C wilde vanaf het begin door ontstekingsproblemen niet goed lopen. Hailwood kon niet meer doen dat Redman voor blijven en Redman kon volstaan met volgen. Toen Hailwood tegen het einde nog eens extra aanzette liet Redman hem gewoon gaan. Hij werd ook gehinderd door een bijensteek bij zijn oog, nadat voor de start een bij achter zijn stofbril was gekropen. Bovendien reed hij niet op de 350cc-Honda 2RC 172, maar op een tot 252cc-opgeboorde zescilinder Honda RC 165. Zolang Agostini niet in de buurt kwam was Redman zeker van de wereldtitel. Agostini werd slechts vijfde, nog achter de Honda-rijders Isamu Kasuya en Isao Yamashita. Bill Smith, normaal met een AJS 7R onderweg, kreeg voor de gelegenheid een Honda RC 172 en werd daar zesde mee. 
| Pos | Coureur          | Merk      | Tijd      | Pnt |
| --- | ---------------- | --------- | --------- | --- |
| 1   | Mike Hailwood    | MV Agusta | 1:03"32'2 | 8   |
| 2   | Jim Redman       | Honda     | +10'1     | 6   |
| 3   | Isamu Kasuya     | Honda     |           | 4   |
| 4   | Isao Yamashita   | Honda     |           | 3   |
| 5   | Giacomo Agostini | MV Agusta |           | 2   |
| 6   | Bill Smith       | Honda     |           | 1   |

| Coureur       | Merk   | Oorzaak     |
| ------------- | ------ | ----------- |
| Eric Hinton   | Norton | Privérijder |
| Chris Conn    | Norton | Privérijder |
| Dan Shorey    | Norton | Privérijder |
| Griff Jenkins | Norton | Privérijder |
| John Cooper   | Norton | Privérijder |
| Lewis Young   | AJS    | Privérijder |
| Bruce Beale   | Honda  | Privérijder |
| Agne Carlsson | AJS    | Privérijder |
| Paddy Driver  | AJS    | Privérijder |

| Coureur             | Merk      |
| ------------------- | --------- |
| František Boček     | Jawa      |
| František Šťastný   | Jawa      |
| Gustav Havel        | Jawa      |
| Derek Woodman       | AJS / MZ  |
| Phil Read           | Yamaha    |
| Gilberto Milani     | Aermacchi |
| Renzo Pasolini      | Aermacchi |
| Silvio Grassetti    | Bianchi   |
| Tarquinio Provini   | Benelli   |
| Endel Kiisa         | Vostok    |
| Nikolaj Sevast'ânov | Vostok    |

### Top tien eindstand 350cc-klasse
| Pos | Coureur           | Merk      | Pnt     |
| --- | ----------------- | --------- | ------- |
| 1   | Jim Redman        | Honda     | 38      |
| 2   | Giacomo Agostini  | MV Agusta | 32 (34) |
| 3   | Mike Hailwood     | MV Agusta | 20      |
| 4   | Bruce Beale       | Honda     | 15      |
| 5   | František Šťastný | Jawa      | 14      |
| 6   | Derek Woodman     | AJS / MZ  | 14      |
| 7   | Gustav Havel      | Jawa      | 12      |
| 8   | Renzo Pasolini    | Aermacchi | 9       |
| 9   | Phil Read         | Yamaha    | 6       |
| 9   | Silvio Grassetti  | Bianchi   | 6       |

Punten tussen haakjes zijn inclusief streepresultaten.

## 250cc-klasse
In de 250cc-race kwamen slechts acht rijders aan de start. Onder hen was František Šťastný, die persoonlijk was uitgenodigd voor de Japanse Grand Prix. Mike Hailwood debuteerde als fabrieksrijder voor Honda. Het kwam goed uit, omdat de beste Honda-rijder Jim Redman door een bijensteek boven zijn oog niet kon starten. Hailwood wende snel aan de zescilinder Honda RC 165. Hij finishte ruim anderhalve minuut voor testrijder en teamgenoot Isamu Kasuya. Bill Ivy werd derde, nadat Phil Read door een onschuldige valpartij was uitgeschakeld. Ook Franta Šťastný viel met zijn Jawa uit. Suzuki kwam niet meer aan de start nu de Suzuki RZ 65 geen succes was gebleken. 
| Pos | Coureur          | Merk   | Tijd      | Pnt |
| --- | ---------------- | ------ | --------- | --- |
| 1   | Mike Hailwood    | Honda  | 1:01"49'1 | 8   |
| 2   | Isamu Kasuya     | Honda  | +1"32'8   | 6   |
| 3   | Bill Ivy         | Yamaha | +1"56'5   | 4   |
| 4   | Gosuke Yamashita | Honda  | +2"27'5   | 3   |
| 5   | Hiroshi Hasegawa | Yamaha |           | 2   |

| Coureur           | Merk   | Oorzaak |
| ----------------- | ------ | ------- |
| František Šťastný | Jawa   |         |
| Phil Read         | Yamaha | Val     |

| Coureur    | Merk   | Oorzaak  |
| ---------- | ------ | -------- |
| Mike Duff  | Yamaha | Blessure |
| Jim Redman | Honda  | Blessure |

| Coureur             | Merk      | Oorzaak     |
| ------------------- | --------- | ----------- |
| Barry Smith         | Bultaco   | Privérijder |
| Kevin Cass          | Cotton    | Privérijder |
| Frank Perris        | Suzuki    | Teambeleid  |
| Günter Beer         | Honda     | Privérijder |
| Ramón Torras (†)    | Bultaco   | Overleden   |
| Alain Barbaroux     | Aermacchi | Privérijder |
| Jean-Claude Guénard | Bultaco   | Privérijder |
| Bob Coulter         | Bultaco   | Privérijder |
| David Williams      | Mondial   | Privérijder |
| Rex Avery           | Bultaco   | Privérijder |
| Yoshimi Katayama    | Suzuki    | Teambeleid  |
| Ginger Molloy       | Bultaco   | Privérijder |
| John Buckner        | Yamaha    | [ 7 ]       |

| Coureur             | Merk      |
| ------------------- | --------- |
| Heinz Rosner        | MZ        |
| José Maria Busquets | Montesa   |
| Derek Woodman       | MZ        |
| Ralph Bryans        | Honda     |
| Alberto Pagani      | Aermacchi |
| Gilberto Milani     | Aermacchi |
| Giuseppe Visenzi    | Aermacchi |
| Remo Venturi        | Benelli   |
| Silvio Grassetti    | Morini    |
| Tarquinio Provini   | Benelli   |
| Bruce Beale         | Honda     |

### Top tien eindstand 250cc-klasse
| Pos | Coureur           | Merk    | Pnt     |
| --- | ----------------- | ------- | ------- |
| 1   | Phil Read         | Yamaha  | 56 (68) |
| 2   | Mike Duff         | Yamaha  | 42 (50) |
| 3   | Jim Redman        | Honda   | 34      |
| 4   | Heinz Rosner      | MZ      | 18      |
| 5   | Derek Woodman     | MZ      | 15      |
| 6   | Bruce Beale       | Honda   | 14      |
| 7   | Tarquinio Provini | Benelli | 11      |
| 8   | Ramón Torras (†)  | Bultaco | 10      |
| 9   | Frank Perris      | Suzuki  | 9       |
| 10  | Mike Hailwood     | Honda   | 8       |

Punten tussen haakjes zijn inclusief streepresultaten.

## 125cc-klasse
Hoewel Hugh Anderson al wereldkampioen was zette hij alles op alles om ook in Japan te winnen. Aanvankelijk ging Luigi Taveri met de nieuwe Honda RC 148 vijfcilinder aan kop. Bryans kon het tempo niet volgen, terwijl Phil Read en Jim Redman (voor één keer op een 125 cc Honda) uitvielen. Anderson had nog wat reserves en passeerde Taveri en liep zelfs nog een flink eind uit. Achteraf bleek dat niet zo vreemd: door een gebroken bout in de cilinderkop was een koppakking weggeblazen en Taveri's vijfcilinder feitelijk een 100cc-viercilinder geworden. Anderson werd door dit alles wereldkampioen met het maximum aantal punten.
| Pos | Coureur             | Merk   | Tijd    | Pnt |
| --- | ------------------- | ------ | ------- | --- |
| 1   | Hugh Anderson       | Suzuki | 52"19'2 | 8   |
| 2   | Luigi Taveri        | Honda  | +14'5   | 6   |
| 3   | Ralph Bryans        | Honda  |         | 4   |
| 4   | Bill Ivy            | Yamaha |         | 3   |
| 5   | Yasuharu Yuzawa     | Honda  |         | 2   |
| 6   | Hironori Matsushima | Yamaha |         | 1   |
| 7   | Frank Perris        | Suzuki |         |     |

| Coureur    | Merk   | Oorzaak |
| ---------- | ------ | ------- |
| Phil Read  | Yamaha |         |
| Jim Redman | Honda  |         |

| Coureur   | Merk   | Oorzaak  |
| --------- | ------ | -------- |
| Mike Duff | Yamaha | Blessure |

| Coureur          | Merk    | Oorzaak     |
| ---------------- | ------- | ----------- |
| Arthur Fegbli    | Honda   | Privérijder |
| Ernst Degner     | Suzuki  | Blessure    |
| Walter Scheimann | Honda   | Privérijder |
| Ramón Torras (†) | Bultaco | Overleden   |
| Tommy Robb       | Bultaco | Privérijder |
| Bruno Spaggiari  | Ducati  | Privérijder |
| Giuseppe Visenzi | Honda   | Privérijder |
| Ginger Molloy    | Bultaco | Privérijder |
| Bruce Beale      | Honda   | Privérijder |
| Bo Gehring       | Bultaco | [ 7 ]       |
| Jeff Tate        | Honda   | [ 7 ]       |
| Rick Schell      | Honda   | [ 7 ]       |

| Coureur              | Merk        |
| -------------------- | ----------- |
| František Boček      | ČZ          |
| Dieter Krumpholz     | MZ          |
| Heinz Rosner         | MZ          |
| Jochen Leitert       | MZ          |
| Jürgen Lenk          | MZ          |
| Klaus Enderlein      | MZ          |
| Roland Rentzsch      | MZ          |
| Hans Georg Anscheidt | MZ-Kreidler |
| Derek Woodman        | MZ          |
| Yoshimi Katayama     | Suzuki      |

### Top tien eindstand 125cc-klasse
| Pos | Coureur         | Merk   | Pnt     |
| --- | --------------- | ------ | ------- |
| 1   | Hugh Anderson   | Suzuki | 56 (62) |
| 2   | Frank Perris    | Suzuki | 44 (48) |
| 3   | Derek Woodman   | MZ     | 28 (30) |
| 4   | Ernst Degner    | Suzuki | 23      |
| 5   | Luigi Taveri    | Honda  | 14      |
| 6   | Mike Duff       | Yamaha | 12      |
| 7   | Klaus Enderlein | MZ     | 11      |
| 8   | Ralph Bryans    | Honda  | 11      |
| 9   | Jochen Leitert  | MZ     | 10      |
| 10  | Phil Read       | Yamaha | 8       |

Punten tussen haakjes zijn inclusief streepresultaten.

## 50cc-klasse
Toen Hugh Anderson aan de leiding ging en ook veel sneller bleek dan de Honda-coureurs, leken de kansen van Ralph Bryans op de wereldtitel te verdampen. Maar in de laatste van 14 ronden nam Anderson te veel risico en hij ging onderuit. Op dat moment was Bryans wereldkampioen. Bryans werd op de finish verslagen door teamgenoot Luigi Taveri met slechts 0,1 seconde verschil. De overige Suzuki-rijders konden het gevecht niet volgen. Mitsuo Itoh werd derde voor Hans Georg Anscheidt, bij diens eerste optreden met de Suzuki RK 65. Taveri en Anderson eindigden samen op 32 punten, maar Taveri werd tweede omdat hij twee overwinningen had geboekt en Anderson slechts een.
| Pos | Coureur              | Merk        | Tijd    | Pnt |
| --- | -------------------- | ----------- | ------- | --- |
| 1   | Luigi Taveri         | Honda       | 39"23'3 | 8   |
| 2   | Ralph Bryans         | Honda       | +0'1    | 6   |
| 3   | Mitsuo Itoh          | Suzuki      | +22'2   | 4   |
| 4   | Hans Georg Anscheidt | Suzuki      | +37'9   | 3   |
| 5   | Michio Ichino        | Suzuki      |         | 2   |
| 6   | Akira Itoh           | Honda       |         | 1   |
| 7   | K. Itoh              | Bridgestone |         |     |

| Coureur       | Merk   | Oorzaak |
| ------------- | ------ | ------- |
| Hugh Anderson | Suzuki | Val     |

| Coureur             | Merk     | Oorzaak     |
| ------------------- | -------- | ----------- |
| Barry Smith         | Derbi    | Privérijder |
| Ernst Degner        | Suzuki   | Blessure    |
| Ángel Nieto         | Derbi    |             |
| José Maria Busquets | Derbi    |             |
| Jacques Roca        | Derbi    |             |
| Charlie Mates       | Honda    | Privérijder |
| Ian Plumridge       | Derbi    | Privérijder |
| Leslie Griffiths    | Honda    | Privérijder |
| Haruo Koshino       | Suzuki   |             |
| Cees van Dongen     | Kreidler | Privérijder |
| Gastón Biscia       | Suzuki   | Privérijder |

### Top tien eindstand 50cc-klasse
| Pos | Coureur              | Merk              | Pnt     |
| --- | -------------------- | ----------------- | ------- |
| 1   | Ralph Bryans         | Honda             | 36 (38) |
| 2   | Luigi Taveri         | Honda             | 32 (39) |
| 3   | Hugh Anderson        | Suzuki            | 32 (37) |
| 4   | Ernst Degner         | Suzuki            | 26      |
| 5   | Mitsuo Itoh          | Suzuki            | 16      |
| 6   | Michio Ichino        | Suzuki            | 6       |
| 7   | Hans Georg Anscheidt | Kreidler / Suzuki | 6       |
| 8   | José Maria Busquets  | Derbi             | 4       |
| 9   | Jacques Roca         | Derbi             | 4       |
| 10  | Haruo Koshino        | Suzuki            | 3       |
| 10  | Charlie Mates        | Honda             | 3       |

Punten tussen haakjes zijn inclusief streepresultaten.

## Trivia
Bruce Beale
Bruce Beale komt in de uitslagen van de Japanse Grand Prix niet voor. Dat is opmerkelijk, want hij reisde in het algemeen samen met Jim Redman. Bovendien was hij officieel weliswaar privérijder, maar met een bijzondere status. Hij had namelijk de beschikking over fabrieks-Honda's uit 1964 voor de 250- en 350cc-klasse. In de GP des Nations was hij in de 350cc-race gevallen en daarna ook niet meer in de uitslagen voorgekomen. Mogelijk is hij bij zijn val zodanig geblesseerd geraakt, dat hij het seizoen niet kon afmaken. Dat zou ook verklaren dat Bill Smith in de 250cc-race kon aantreden met de 1964-Honda RC 164.
1962 · 1963 · 1964 · 1965 · 1966 · 1967 · 1987 · 1988 · 1989 · 1990 · 1991 · 1992 · 1993 · 1994 · 1995 · 1996 · 1997 · 1998 · 1999 · 2000 · 2001 · 2002 · 2003 · 2004 · 2005 · 2006 · 2007 · 2008 · 2009 · 2010 · 2011 · 2012 · 2013 · 2014 · 2015 · 2016 · 2017 · 2018 · 2019 · 2022 · 2023 · 2024 · 2025